# Conistra multiscripta
Conistra multiscripta là một loài bướm đêm trong họ Noctuidae.